# Rathaus Lichterfelde

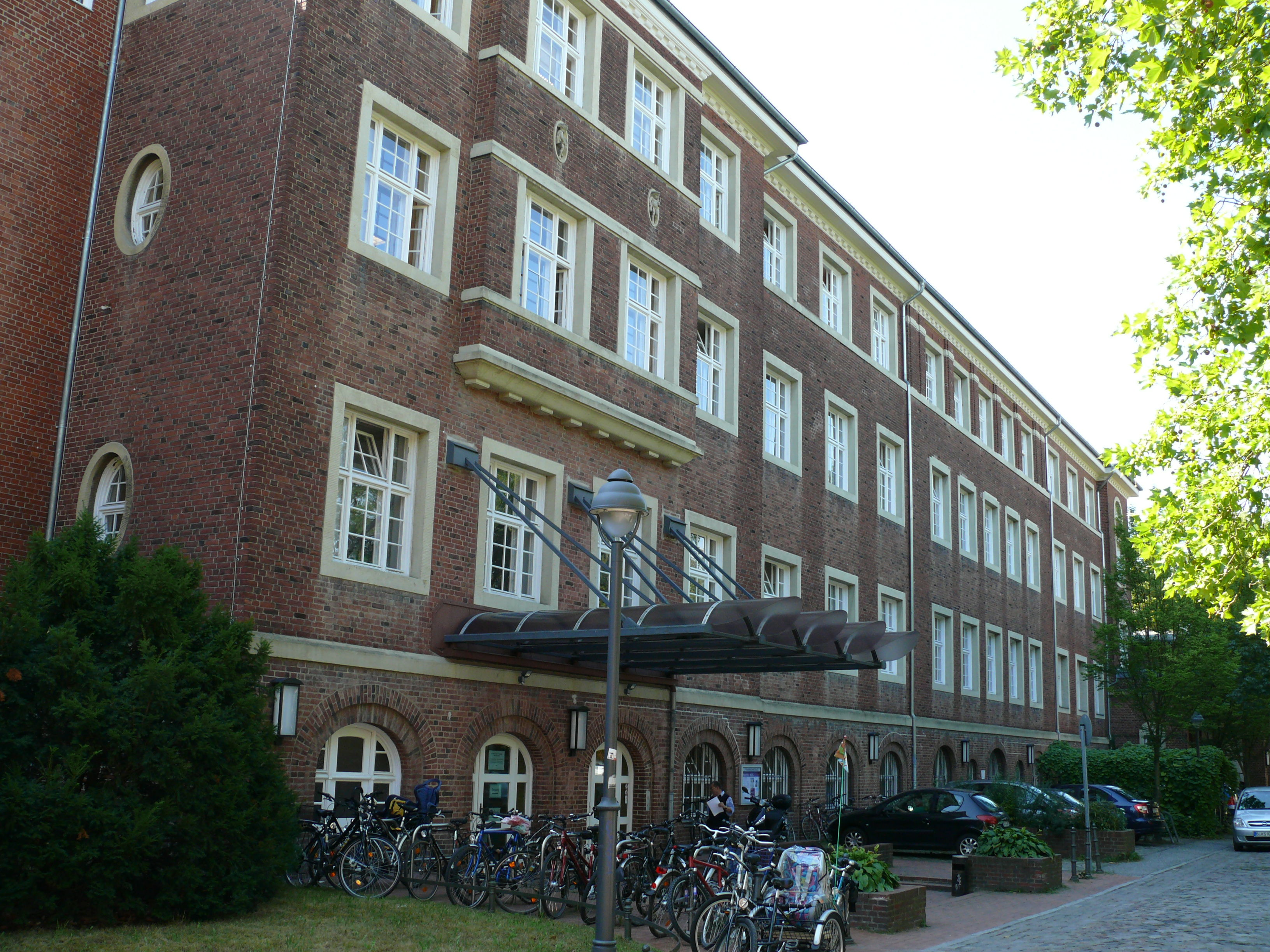
Der heute erhaltene Erweiterungsbau von 1917 an der Goethestraße 9–11

Das Rathaus Lichterfelde war das Rathaus der ehemals selbständigen Gemeinde Groß-Lichterfelde des Regierungsbezirks Potsdam. Das Bauwerk wurde zwischen 1892 und 1894 nach Entwürfen des Baurats Hermann Bohl in unmittelbarer Nachbarschaft des Schiller-Gymnasiums erbaut. Der Standort befand sich auf einem mit Parkanlagen gestalteten Areal an der Schillerstraße zwischen Goethestraße und der damaligen Berliner Straße, dem heutigen Ostpreußendamm in Berlin-Lichterfelde, mit dem mächtigen Eckturm hin zur Berliner Straße und jeweils einem Flügel hin zur Schiller- und Goethestraße. Die Baukosten des neogotischen Gebäudekomplexes beliefen sich auf rund 255.000 Mark (kaufkraftbereinigt in heutiger Währung: rund 2,17 Millionen Euro). Stiltechnisch orientierte sich das Rathaus an der märkischen Backsteingotik und besaß einen repräsentativen Turm sowie ausgeschmückte Giebel, Fassadenelemente und einen reich ausgemalten Rathaussaal. Von 1914 bis 1917 erhielt das Rathaus einen rückwärtigen Erweiterungsbau an der Ecke Goethe-/Schillerstraße im Stil der Reformarchitektur, der von Richard Tietze entworfen wurde.
Durch die Eingemeindung von Lichterfelde nach Groß-Berlin war auch das Rathaus Lichterfelde nicht mehr dem Regierungsbezirk Potsdam unterstellt.
Im Zweiten Weltkrieg erlitt der neogotische Ursprungsbau des Rathauses schwere Schäden und wurde um das Jahr 1950 gesprengt und abgetragen. An Stelle des abgerissenen Baukörpers befindet sich heute eine Grünfläche. Der Erweiterungsbau des ehemaligen Rathauses konnte instand gesetzt werden. Er wurde anschließend von verschiedenen Ämtern genutzt; seit 2008 sitzt die Victor-Gollancz-Volkshochschule als Alleinnutzer im Gebäude.